# Szeretetbomba
A szeretetbomba vagy szeretettel bombázni valakit (angolul: love bombing) kísérlet arra, hogy figyelem és érzelmek kimutatásával hatással legyünk valakire. A kifejezés többféleképpen értelmezhető. Mun Szonmjong (문선명), az Egyesítő Egyház alapítója és vezetője használta 1978 június 23-i beszédében:
Az Egyesítő Egyház tagjai folyton mosolyognak, még hajnali négykor is. Aki tele van szeretettel, annak ennek megfelelően is kell élnie. [...] Mi tudná jobban kifejezni a szeretetet, mint egy mosoly? Ezért beszélünk szeretetbombáról.
A lelki, spirituális abúzusként értelmezett szeretetbomba a vallásos abúzus egyik "legveszélyesebb eleme". Gyakran használják házi kedvencek (pl. kutyák, macskák) jellemzésére a szeretetbomba kifejezést.
A szektákat bírálók szerint a szeretetbombázás félrevezető, megtévesztő.

## Kritikák
Többek szerint a fent leírt szeretetbombázás nem őszinte, ill. rejtett motivációi vannak és a totalitárius csoportok módszere az új hívek toborzására.
Margaret Singer pszichológus 1996-os Cults in our Midst című 1996-os könyvében azt írja, hogy a szeretetbombázás a potenciális hívek agymosására, félrevezetésére tett kísérlet, ami általában a vezetők irányításával történik.

## A pop kultúrában
Több kortárs zenében is találkozhatunk a szeretetbomba (love bomb) kifejezéssel. Ezekben az esetekben, úgy tűnik, az eredetitől eltérő jelentése van. Például:
- Grinderman: Love bomb (album:Grinderman)
- N.E.R.D: Love bomb (album: Seeing sounds)
- AC/DC: Love bomb (album: Ballreaker)
- Keresztes Ildikó: Holnap (album: Nem tudod elvenni a kedvem)